# Куп Југославије у фудбалу 1967/68.
Куп Југославије у фудбалу 1967/68. је такмичење у коме је учествовало укупно 2354 екипа из СФРЈ. У завршницу се пласирало 16 клубова (и то 7 из СР Србије, 4 из СР Хрватске, 2 из СР Босне и Херцеговине и по један клуб из СР Црне Горе, СР Македоније и СР Словеније).
Завршно такмичење је почело 3. марта 1968. и трајало је до 22. маја 1968. када је одиграно финале.

## Осмина финала
| Утак. | Клуб, Место           | Резултат               | Клуб, Место        |
| ----- | --------------------- | ---------------------- | ------------------ |
| 1.    | Борово                | 6:0                    | Јединство Бихаћ    |
| 2.    | Црвена звезда Београд | 3:1                    | Загреб             |
| 3.    | Марибор               | 3:1                    | Будућност Титоград |
| 4.    | ОФК Београд           | 1:0                    | Ријека             |
| 5.    | Раднички Ниш          | 2:3 (1:1, 1:2)         | Бор                |
| 6.    | Слобода Тузла         | 2:2 (1:1, 1:1) 7:4 пен | Шибеник            |
| 7.    | Војводина Нови Сад    | 2:0                    | Партизан Београд   |
| 8.    | Пролетер Зрењанин     | 1:0                    | Вардар Скопље      |

## Четрвртфинале
| Утак. | Клуб, Место        | Резултат | Клуб, Место           |
| ----- | ------------------ | -------- | --------------------- |
| 1.    | Борово             | 0:2      | Црвена звезда Београд |
| 2.    | Марибор            | 1:0      | ОФК Београд           |
| 3.    | Бор                | 3:1      | Слобода Тузла         |
| 4.    | Војводина Нови Сад | 3:0      | Пролетер Зрењанин     |

## Полуфинале
| Утак. | Клуб, Место           | Резултат | Клуб, Место        |
| ----- | --------------------- | -------- | ------------------ |
| 1.    | Црвена звезда Београд | 2:1      | Марибор            |
| 2.    | Бор                   | 2:1      | Војводина Нови Сад |

## Финале
| Утак. | Клуб, Место           | Резултат | Клуб, Место |
| ----- | --------------------- | -------- | ----------- |
| 1.    | Црвена звезда Београд | 7:0      | Бор         |

| Победник Купа Југославије у фудбалу 1967/68. |
| -------------------------------------------- |
| ФК Црвена звезда 7. титула.                  |

| Домаћи клуб                              | Резултат | Гостујући клуб |
| ---------------------------------------- | --- | --- |
| Црвена звезда Београд                    | 7 : 0 | Бор |
| Датум                                    | 22. мај, 1968. | 22. мај, 1968. |
| Стадион                                  | Стадион Црвена звезда, Београд | Стадион Црвена звезда, Београд |
| Гледалаца                                | 10.000 | 10.000 |
| Судија                                   | Ратко Чанак (Београд) | Ратко Чанак (Београд) |
| ФК Црвена звезда (тренер: Миљан Миљанић) | Ратомир Дујковић, Милован Ђорић, Петар Кривокућа, Мирослав Павловић, Кирил Дојчиновски, Слободан Шкрбић, Стеван Остојић, Зоран Антонијевић, Војин Лазаревић, Јован Аћимовић, Драган Џајић | Ратомир Дујковић, Милован Ђорић, Петар Кривокућа, Мирослав Павловић, Кирил Дојчиновски, Слободан Шкрбић, Стеван Остојић, Зоран Антонијевић, Војин Лазаревић, Јован Аћимовић, Драган Џајић |
| ФК Бор (тренер: Радојица Радојчић)       | Јован Хајдуковић, Рајзнер, Десимир Ранковић, Слободан Перишић, Немања Радуловић, Живановић, Т. Петровић, Душан Сопић, Иштван Шорбан, Томић, Фрања Паулинц                                 | Јован Хајдуковић, Рајзнер, Десимир Ранковић, Слободан Перишић, Немања Радуловић, Живановић, Т. Петровић, Душан Сопић, Иштван Шорбан, Томић, Фрања Паулинц                                 |
| Стрелци                                  | 1:0 Остојић, 35', 2:0 Остојић 47', 3:0 Џајић 62', 4:0 Лазаревић 64', 5:0 Лазаревић 67', 6:0 Остојић 72', 7:0 Џајић 75'                                                                    | 1:0 Остојић, 35', 2:0 Остојић 47', 3:0 Џајић 62', 4:0 Лазаревић 64', 5:0 Лазаревић 67', 6:0 Остојић 72', 7:0 Џајић 75'                                                                    |

## Резултати победника Купа Југославије 1967/68. уКупу победника купова 1968/69
Овогодишњи победник купа Црвена звезда, освојила је дупли круну (првенство и куп) па је играла у Лиги шампиона, у Купу купова играо финалиста купа Бор.
| Ранг      | Клуб              | Држава       | укупан рез. | Држава | Клуб | 1. утак. | 2. утак. |
| --------- | ----------------- | ------------ | ----------- | ------ | ---- | -------- | -------- |
| Прво коло | Слован Братислава | Чехословачка | 3:2         | СФРЈ   | Бор  | 3:0      | 0:2      |